# In effigie

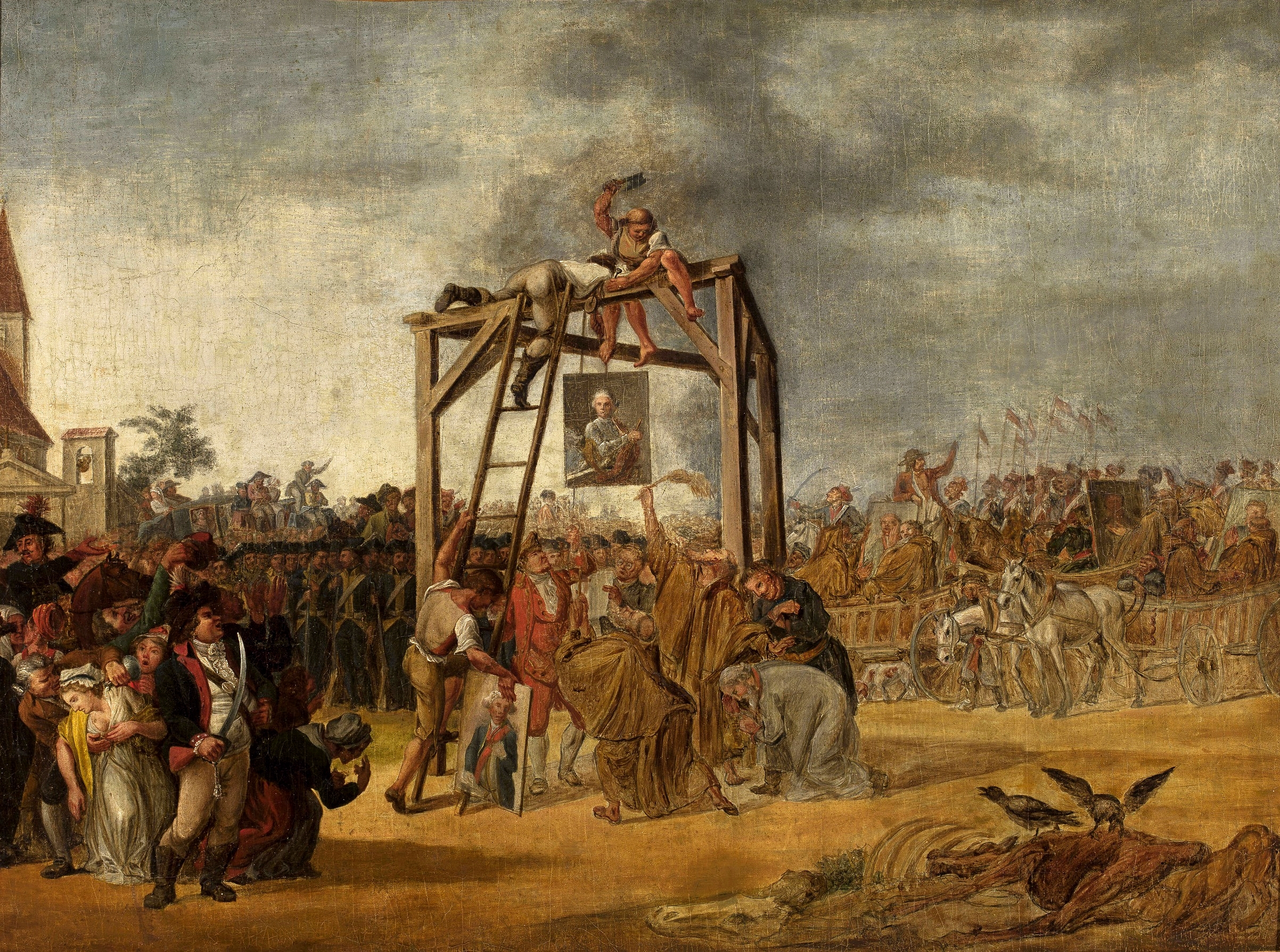
1794, Varsó

Az in effigie (latin képmásában, alakjában) kifejezés olyan cselekményt fejez ki (általában kivégzést), amelyet nem konkrétan a cselekmény tárgya szenved el, hanem annak képmása, jelképes ábrázolása.
Ezt a kifejezést a jogtörténelem folyamán a középkor végétől a 19. század második feléig a következőképpen használták: amikor a halálraítélt szökésben volt, vagy már haldoklott, jelképesen a képmásán hajtották végre a halálos ítéletet. In effigie felakasztani, vagy megégetni egy olyan végrehajtása volt az ítéletnek, amikor a távollévő elítélt képét akasztották fel, égették meg máglyán, vagy fejezték le a nyilvánosság előtt, a 18. században az elítélt táblára írt nevét a hóhér felszegezte a bitófára. Szokásban volt a temetés is magas rangú személyiségek esetében, hogy időt nyerjenek a temetés előkészítésével és végrehajtásával kapcsolatos előkészületekre. Gyakran előfordult ilyen esetben, hogy ábrázoláshoz olyan bábut használtak, amely az illető személy halotti maszkját viselte.

## Néhány példája

### Franciaország
Így végezték ki 1566-ban a párizsi bíróság által elítélt Henri Etienne, tudóst, akit elítélése után in effigie égették meg könyveivel együtt a place de Grève-n, aki még idejében elmenekült az Auvergne-i hegyekbe, ahol akkor hűvös, havas téli idő volt. Később Henri Etienne nem egyszer emlegette kivégzését ezekkel a szavakkal:
Még soha nem fáztam annyira, mint párizsi kivégzésemkor.

### Magyarország
- Teleki Sándor grófot, ezredest, kormánybiztost, Kővárvidék főkapitányát, ez erdélyi hadsereg felügyelőjét 1849-ben (in effigie) felakasztották, ekkor ő már Konstantinápolyba szökött.
- Id. Andrássy Gyula grófot, a kiegyezés utáni első magyar kormányfőt 1851-ben távollétében halálra ítélték, és jelképesen (in effigie) felakasztották a szabadságharcban való részvételéért. (A gróf ekkoriban kisebb megszakításokkal Párizsban élt, élénken részt vett a társasági életben. (Mivel kora egyik legszebb férfijának tartották, a párizsi hölgyek a „szép akasztott” (le beau pendu) néven emlegették.)
- Ilyen módon - in effigie - végezték ki Kossuth Lajost is 1851. szeptember 22-én, Pesten. A dolog érdekessége, hogy a Német Életrajzi Archívumban (Deutsches Biographisches Archiv) Kossuth halálának dátumaként 1851 szerepel, pedig tudvalevő, hogy száműzetésben halt meg 1894-ben.
- Báró Jósika Miklóst 1850. január 5-én megidézte a rendkívüli hadi törvényszék és mint felségsértőre és lázadóra kimondta a halálos ítéletet; Pesten 1851-ben az Újépület mögötti téren ezt rajta s 35 társán in effigie végre is hajtották.